# Août 1926

## Événements
- France : 
  - congrès de la jeunesse catholique (Marc Sangnier);
  - premier vol de l'avion Potez 26.
- Le haut-commissaire en Syrie Jouvenel est rappelé et remplacé par le diplomate Henri Ponsot, disposé à donner à la Syrie un statut organique (fin en 1933). Il amnistie une partie des nationalistes arrêtés, qui se regroupent dans le futur Bloc national et adoptent un programme plus modéré.

- 1er août, Mexique : l’entrée en vigueur des mesures anticléricales stipulées dans la constitution de 1917 provoque la révolte des « Cristeros ».
- 7 août : 
  - Miguel Abadía Méndez, président de Colombie.
  - Première édition du Grand Prix de Grande-Bretagne, course inscrite au championnat du monde des constructeurs comme les 500 miles et les GP de France, d'Europe et d'Italie. Les pilotes français Louis Wagner et Robert Sénéchal s'imposent sur une Delage.
  - Grand Prix automobile de Pescara.
- 23 août : création de la SNCB, société nationale des chemins de fer belges.
- 31 août : 
  - le record du monde de distance en ligne droite et sans escale est battu, avec 5 174 km en 30 heures entre Paris et Bender Abbas, par le lieutenant Léon Challe et le capitaine René Weiser sur un Breguet 19 à moteur Farman de 500 ch;
  - le pilote tchèque Jira effectue le trajet Prague - Paris - Prague, sans escale, soit 1 900 km en 13 heures et 43 minutes.
- 31 août au 2 septembre : un équipage soviétique (Gromoff et Radziwitch) effectue un circuit des capitales : Moscou, Berlin, Paris, Rome, Vienne, Varsovie et Moscou, soit 7 000 km en 63 heures et 15 minutes de vol sur trois jours.

## Naissances
- 2 août : 
  - Hang Thun Hak, premier ministre cambodgien († 1975).
  - Georges Habache, nationaliste palestinien († 26 janvier 2008).
- 3 août : Tony Bennett, chanteur américain († 21 juillet 2023).
- 4 août : Benjamin Orenstein, Rescapé polonais d'Auschwitz († 10 février 2021).
- 8 août : 
  - Morey Amsterdam, acteur à la télévision († 27 octobre 1996).
  - Richard Anderson, acteur américain († 31 août 2017).
- 10 août : Marie-Claire Alain, organiste française († 26 février 2013).
- 13 août : 
  - Fidel Castro, homme politique et président cubain († 25 novembre 2016).
  - Dalton McGuinty (père), professeur, homme politique et père du premier ministre de l'Ontario Dalton McGuinty et du député fédérale de Ottawa-Sud David McGuinty († 16 mars 1990).
- 14 août :
  - Agostino Cacciavillan, cardinal italien, président émérite du Patrimoine apostolique († 5 mars 2022).
  - René Goscinny, scénariste de bandes dessinées († 5 novembre 1977).
- 15 août : Ivy Bottini, militante des droits des femmes et des personnes LGBT († 25 février 2021).
- 17 août : Jean Poiret, comédien français († 14 mars 1992).
- 21 août : Marian Jaworski, cardinal ukrainien, archevêque émérite latin de Lviv († 5 septembre 2020).
- 22 août : Marc Bohan, grand couturier français († 6 septembre 2023).
- 25 août : Khalida Safarova, peintre azerbaïdjanaise (†  23 décembre 2005).
- 27 août : Frank Gotch, médecin américain connu pour ses travaux sur l'adéquation de la dialyse rénale († 18 février 2017).
- 29 août : Hélène Ahrweiler, byzantinologue française d'origine grecque
- 30 août : Robert Sarrabère, évêque catholique français, évêque émérite d'Aire et Dax († 11 janvier 2017).

## Décès
- 23 août : Rudolph Valentino, acteur italien (° 6 mai 1895).